# Rebekah Kochan
 (janvier 2016).
Si vous disposez d'ouvrages ou d'articles de référence ou si vous connaissez des sites web de qualité traitant du thème abordé ici, merci de compléter l'article en donnant les références utiles à sa vérifiabilité et en les liant à la section « Notes et références ».
Rebekah Kochan est une actrice américaine, née le 28 avril 1984 à Las Vegas, au Nevada, aux États-Unis.
Elle est principalement connue pour son rôle de Tiffani dans la série de films LGBT Eating Out.

## Filmographie
| Genre           | Année | Titre                                    | Rôle                  | Notes               |
| --------------- | ----- | ---------------------------------------- | --------------------- | ------------------- |
| Film            | 2004  | Eating Out                               | Tiffani von der Sloot |                     |
| Film            | 2005  | Artistic License                         | Start Here Girl       |                     |
| Film            | 2006  | Exorcism : The Possession of Gail Bowers | Francie               |                     |
| Film            | 2006  | When a Killer Calls                      | Trisha                |                     |
| Film            | 2006  | Bram Stoker's Dracula's Curse            | Trixie McFly          |                     |
| Film            | 2006  | Eating Out 2: Sloppy Seconds             | Tiffani von der Sloot |                     |
| Film            | 2006  | Pirates of Treasure Island               | Anne Bonney           |                     |
| Film            | 2006  | Halloween Night                          | Shannon               |                     |
| Film            | 2007  | Freakshow                                | Lucy                  |                     |
| Film            | 2007  | Lez Be Friends                           | Constance             |                     |
| Téléfilm        | 2008  | Flu Bird Horror                          | Lola                  |                     |
| Film            | 2009  | Eating Out 3: All you Can Eat            | Tiffani von der Sloot |                     |
| Film            | 2009  | Homewrecker                              | Sheila                |                     |
| Film            | 2009  | The Telling                              | Lily                  |                     |
| Film            | 2010  | Fishnet                                  | Trixie                |                     |
| Film            | 2011  | Finding Mr. Wright                       | Eddy Malone           |                     |
| Film            | 2011  | Eating Out 4: Drama Camp                 | Tiffani von der Sloot |                     |
| Film            | 2011  | Yorktown                                 | Heather               |                     |
| Série télévisée | 2012  | Conversations with Future Stars          | Make-up Artist        | épisode: Real Faces |
| Film            | 2012  | Eating Out 5: The Open Weekend           | Tiffani von der Sloot |                     |
| Film            | 2013  | InAPPropriate Comedy                     | Passerby              |                     |
| Film            | 2013  | First Period                             | Jenny                 |                     |
| Film            | 2014  | Waiting in the Wings: The Musical        | Gina                  |                     |